# غونار هانسن
غونار هانسن (بالإنجليزية: Gunnar Hansen)‏ (و. 1947 – 2015 م) هو ممثل، وكاتب غير روائي، وممثل أفلام، من آيسلندا، ولد في ريكيافيك، توفي عن عمر يناهز 68 عاماً.

## التعليم
تعلم في Stephen F. Austin High School (Austin, Texas) ‏، وجامعة تكساس، أوستن.

## وصلات خارجية
- غونار هانسن على موقع IMDb (الإنجليزية)
- غونار هانسن على موقع ألو سيني (الفرنسية)
- غونار هانسن على موقع أول موفي (الإنجليزية)
- غونار هانسن على موقع قاعدة بيانات الأفلام السويدية (السويدية)
- غونار هانسن على موقع إن إن دي بي (الإنجليزية)
- غونار هانسن على موقع قاعدة بيانات الفيلم (الإنجليزية)
- غونار هانسن على موقع كينوبويسك (الروسية)